# Big Time Rush w akcji
Big Time Rush w akcji (ang. Big Time Movie) – amerykański film komediowy z 2012 roku w reżyserii Savage’a Steve’a Hollanda, powstały na podstawie serialu Big Time Rush. Wyprodukowany przez Nickelodeon i Pacific Bay Entertainment.
Światowa premiera filmu miała miejsce 10 marca 2012 roku na amerykańskim Nickelodeon. W Polsce premiera filmu odbyła się 22 września 2012 roku na kanale Nickelodeon Polska.
Film obejrzało ponad 4,2 milionów widzów.

## Fabuła
Czterech chłopaków z drużyny hokejowej z Minnesoty, Kendall (Kendall Schmidt), James (James Maslow), Carlos (Carlos Pena Jr.) i Logan (Logan Henderson) wyruszają do Londynu w swoją pierwszą światową trasę koncertową. Ich bagaże zostają zamienione na lotnisku, a w ich ręce trafia urządzenie, które może zniszczyć świat. Kendall wraz z przyjaciółmi muszą zdążyć na koncert.

## Obsada
- Kendall Schmidt jako Kendall Knight
- James Maslow jako James Diamond
- Carlos Pena Jr. jako Carlos Garcia
- Logan Henderson jako Logan Mitchell
- Ciara Bravo jako Katie Knight
- Challen Cates jako Jennifer Knight
- Stephen Kramer Glickman jako Gustavo Rocque
- Tanya Chisholm jako Kelly Wainwright
- Trevor Devall jako Atticus Moon
- Emma Lahana jako Penny Lane
- Christopher Shyer jako agent Lane

## Wersja polska
Wersja polska: na zlecenie Nickelodeon Polska – Studio Start International Polska

Reżyseria: Marek Robaczewski

Dialogi polskie: Grzegorz Drojewski

Dźwięk i montaż: Janusz Tokarzewski

Kierownictwo produkcji: Dorota Nyczek

Nadzór merytoryczny: Aleksandra Dobrowolska, Katarzyna Dryńska

Wystąpili:
- Jarosław Boberek – Gustavo
- Adrian Perdjon – Kendall
- Jakub Molęda – James
- Piotr Bajtlik – Logan
- Mateusz Narloch – Carlos
- Milena Suszyńska – Penny
- Robert Jarociński – Agent Lane
- Grzegorz Kwiecień – Moon

W pozostałych rolach:
- Agnieszka Kunikowska – Jennifer Knight
- Julia Hertmanowska – Kelly
- Julia Chatys – Katie Knight
- Paweł Szczesny
- Maciej Kujawski
- Maciej Kowalik

oraz:
- Bartosz Martyna
- Bożena Furczyk
- Joanna Węgrzynowska

Lektor: Daniel Załuski